# Chrysitrix
Chrysitrix es un género de plantas herbáceas de la familia de las ciperáceas.  Comprende 5 especies descritas y de estas, solo 4 aceptadas.

## Taxonomía
El género fue descrito por Carlos Linneo y publicado en Mantissa Plantarum 165, 304. 1771. La especie tipo es: Chrysitrix capensis L.

## Especies aceptadas
A continuación se brinda un listado de las especies del género Chrysitrix aceptadas hasta febrero de 2014, ordenadas alfabéticamente. Para cada una se indica el nombre binomial seguido del autor, abreviado según las convenciones y usos.
- Chrysitrix capensis L.
- Chrysitrix distigmatosa C.B.Clarke ex Diels & Pritz.
- Chrysitrix dodii C.B.Clarke in W.H.Harvey & auct.
- Chrysitrix junciformis Nees